# Sébastien Loeb Racing
L'entreprise Sébastien Loeb Racing, parfois abrégée en SLR, est une écurie de course automobile basée à Soultz-sous-Forêts dans le Bas-Rhin et créée en 2011 par Dominique Heintz et Sébastien Loeb. L'objectif initial est de disputer le championnat Le Mans Series et les 24 Heures du Mans avec des sport-prototypes. Pour sa première saison, en 2012, l'équipe s'engage en Porsche Carrera Cup France, Championnat de France GT et Le Mans Series. L'équipe s'engage dans le Championnat du monde des voitures de tourisme (WTCC) sur des Citroën C-Élysée privées, à partir de la saison 2015.

## Histoire

### 2012: les débuts
Alors que la fin de carrière de Sébastien Loeb en rallye était sérieusement envisagée, il a fait part plusieurs fois de son envie de participer à des courses sur circuit et de diriger son écurie, l'annonce de la création de l'équipe remonte au dernier meeting de la saison 2011 du GT Tour, sur le Circuit du Castellet, l'objectif du team étant de s'engager aux 24 Heures du Mans en 2013 ou 2014.
Afin de créer une filière en parallèle à son programme en Le Mans Series, l'écurie s'engage dans la Porsche Carrera Cup France mais aussi dans le Championnat de France FFSA GT avec une Mercedes-Benz SLS AMG pilotée par Gilles Vannelet et Frédéric Gabillon.
En mars 2012, l'équipe SLR fait rouler pour la première fois trois Porsche 911 pour la Carrera Cup sur le Circuit Paul-Ricard. la formation alsacienne se montre d'emblée parmi les prétendants à la victoire avec Sacha Bottemanne, Vincent Beltoise et Christophe Lapierre en catégorie B.
En endurance, l'écurie s'engage en ELMS et termine deuxième au classement général des 6 Heures du Castellet avec le proto LMP2 Oreca 03 Nissan pilotée par les expérimentés Nicolas Minassian et Stéphane Sarrazin et par le débutant Nicolas Marroc.
Le premier meeting du GT Tour 2012, disputé à Lédenon, montre que l'équipe pourrait prétendre au titre en Porsche Carrera Cup France avec Jean-Karl Vernay et Sacha Bottemanne qui terminent tous deux sur le podium, terminant respectivement 2e et 3e de la première course. La seconde course voit Vincent Beltoise décrocher une brillante 3e place et Christophe Lapierre terminer 4e et premier en catégorie "B". En championnat de France GT, la Mercedes-Benz SLS AMG GT3 de Gilles Vannelet et Fred Gabillon termine sixième de la première manche puis deuxième de la seconde.
Le deuxième meeting de la Carrera Cup est disputé sur le réputé difficile Circuit de Pau-Ville, dans les rues de Pau (Pyrénées-Atlantiques) en support du Grand Prix automobile de Pau 2012. Quelques semaines avant le GP, la nouvelle tombe: Sébastien Loeb participe au meeting palois avec son équipe, l'alsacien domine toutes les séances d'essais et gagne la course nocturne du samedi soir ainsi que la deuxième course du dimanche.
Une semaine après le GP de Pau, l'équipe se rend sur le Circuit automobile de Dijon-Prenois pour la deuxième meeting du championnat de France GT, Gilles Vannelet décroche la pole position de la course 1 et finit deuxième de cette manche, en course 2, le SL Racing termine cinquième.
Au début du mois de juin, l'équipe participe à la journée test des 24 Heures du Mans 2012, Sébastien Loeb rejoint le team et effectue quelques tours au volant du prototype.
Le troisième meeting du GT Tour est disputé sur le Circuit du Val de Vienne, en GT, la Mercedes termine deuxième de la première manche puis abandonne dans la seconde. En Carrera Cup, J.K. Vernay termine troisième et premier des SLR lors de la course 1. En course 2 et 3, il termine deuxième.
Le quatrième meeting du GT Tour est disputé sur le Circuit de Magny-Cours, en GT, la Mercedes termine sixième de la première manche puis termine septième dans la seconde.
Le cinquième meeting du GT Tour est disputé sur le Circuit de Navarra (Espagne), en GT, la Mercedes abandonne dans la première manche puis termine dernière dans la seconde.
Le sixième meeting du GT Tour est disputé sur le Circuit Bugatti,au Mans, en GT, la Mercedes termine troisième de la première manche puis termine sixième dans la seconde.

### 2015: Débuts en WTCC
Novembre 2014, Citroën Racing reconduit son trio de pilotes en Championnat du monde des voitures de tourisme (WTCC), mais annonce également que Sébastien Loeb Racing auraient deux Citroën C-Élysée privées. Le Marocain Mehdi Bennani pilotera la première voiture engagée par l'équipe tandis que la seconde voiture sera engagée pour le pilote chinois Ma Qing Hua par Citroën Racing et exploitée par Sébastien Loeb Racing.

## Participations
| Saison | Championnat                   | Pilotes                   | Voiture                 |
| ------ | ----------------------------- | ------------------------- | ----------------------- |
| 2012   | Porsche Carrera Cup France    | Jean-Karl Vernay          | Porsche 997 GT3 Cup     |
| 2012   | Porsche Carrera Cup France    | Sébastien Loeb            | Porsche 997 GT3 Cup     |
| 2012   | Porsche Carrera Cup France    | Nicolas Marroc            | Porsche 997 GT3 Cup     |
| 2012   | Porsche Carrera Cup France    | Sacha Bottemanne          | Porsche 997 GT3 Cup     |
| 2012   | Porsche Carrera Cup France    | Vincent Beltoise          | Porsche 997 GT3 Cup     |
| 2012   | Porsche Carrera Cup France    | Christophe Lapierre       | Porsche 997 GT3 Cup     |
| 2012   | Championnat de France FFSA GT | Sébastien Loeb            | McLaren MP4-12C GT3     |
| 2012   | Championnat de France FFSA GT | Gilles Vannelet           | McLaren MP4-12C GT3     |
| 2012   | Championnat de France FFSA GT | Mercedes-Benz SLS AMG GT3 |                         |
| 2012   | Championnat de France FFSA GT | Nicolas Marroc            |                         |
| 2012   | Championnat de France FFSA GT | Frédéric Gabillon         |                         |
| 2012   | Championnat de France FFSA GT | Nicolas Tardif            |                         |
| 2012   | European Le Mans Series       | Stéphane Sarrazin         | Oreca 03 Nissan         |
| 2012   | European Le Mans Series       | Nicolas Marroc            | Oreca 03 Nissan         |
| 2012   | European Le Mans Series       | Nicolas Minassian         | Oreca 03 Nissan         |
| 2012   | Mitjet 2L Supersport          | Sébastien Loeb            | Tork Mitjet 2.0 Renault |
| 2013   | Porsche Carrera Cup France    | Côme Ledogar              | Porsche 997 GT3 Cup     |
| 2013   | Porsche Carrera Cup France    | Maxime Jousse             | Porsche 997 GT3 Cup     |
| 2013   | Porsche Carrera Cup France    | Christian Bottemanne      | Porsche 997 GT3 Cup     |
| 2013   | Porsche Carrera Cup France    | Sacha Bottemanne          | Porsche 997 GT3 Cup     |
| 2013   | Porsche Carrera Cup France    | Christophe Lapierre       | Porsche 997 GT3 Cup     |
| 2013   | Championnat de France FFSA GT | Anthony Beltoise          | McLaren MP4-12C GT3     |
| 2013   | Championnat de France FFSA GT | Laurent Pasquali          | McLaren MP4-12C GT3     |
| 2013   | Championnat de France FFSA GT | Nicolas Marroc            | McLaren MP4-12C GT3     |
| 2013   | Championnat de France FFSA GT | Nicolas Tardif            | McLaren MP4-12C GT3     |
| 2013   | Championnat de France FFSA GT | Christophe Lapierre       | McLaren MP4-12C GT3     |
| 2013   | Championnat de France FFSA GT | Sébastien Loeb            | McLaren MP4-12C GT3     |
| 2013   | FIA GT Series                 |                           | McLaren MP4-12C GT3     |
| 2013   | Alvaro Parente                |                           | McLaren MP4-12C GT3     |
| 2013   | Mike Parisy                   |                           | McLaren MP4-12C GT3     |
| 2013   | Andreas Zuber                 |                           | McLaren MP4-12C GT3     |
| 2013   | Mitjet 2L Supersport          | Sébastien Loeb            | Tork Mitjet 2.0 Renault |
| 2013   | Mitjet 2L Supersport          | Steve Maire               | Tork Mitjet 2.0 Renault |
| 2013   | Mitjet 2L Supersport          | Dominique Rebout          | Tork Mitjet 2.0 Renault |
| 2013   | Mitjet 2L Supersport          | Frédéric Willmann         | Tork Mitjet 2.0 Renault |
| 2014   | Porsche Carrera Cup France    | Nicolas Marroc            | Porsche 991 GT3 Cup     |
| 2014   | Porsche Carrera Cup France    | Maxime Jousse             | Porsche 991 GT3 Cup     |
| 2014   | Porsche Carrera Cup France    | Joffrey de Narda          | Porsche 991 GT3 Cup     |
| 2014   | Porsche Carrera Cup France    | Sacha Bottemanne          | Porsche 991 GT3 Cup     |
| 2014   | Porsche Carrera Cup France    | Christophe Lapierre       | Porsche 991 GT3 Cup     |
| 2014   | Porsche Carrera Cup France    | Roar Lindland             | Porsche 991 GT3 Cup     |
| 2014   | Championnat de France FFSA GT | Anthony Beltoise          | Audi R8 LMS Ultra       |
| 2014   | Championnat de France FFSA GT | Roland Bervillé           | Audi R8 LMS Ultra       |
| 2014   | Championnat de France FFSA GT | Mike Parisy               | Audi R8 LMS Ultra       |
| 2014   | Championnat de France FFSA GT | Henry Hassid              | Audi R8 LMS Ultra       |
| 2014   | European Le Mans Series       |                           | Audi R8 LMS Ultra       |
| 2014   | Mike Parisy                   |                           | Audi R8 LMS Ultra       |
| 2014   | Olivier Lombard               |                           | Audi R8 LMS Ultra       |
| 2014   | Vincent Capillaire            | Oreca 03 Nissan           |                         |
| 2014   | Jan Charouz                   | Oreca 03 Nissan           |                         |
| 2014   | Mitjet 2L Supersport          | Julien Fébreau            | Tork Mitjet 2.0 Renault |